# Монопсония

Монопсония на рынке труда. Монопсонист максимизирует прибыль при занятости L, что соответствует высшей точке A на кривой MRP. Заработная плата w в точке M ниже, чем при ситуации сложившейся бы на конкурентном рынке — точка C, с уровнем труда — L и ставкой заработной платы w.

Монопсо́ния (греч. μόνος [mónos] «один» + ὀψωνία [оpsōnía] «покупка») — ситуация на рынке, когда имеется только один покупатель (и множество продавцов).

## Этимология
Термин «монопсония» впервые был представлен Джоан Робинсон в её книге «Экономическая теория несовершенной конкуренции», опубликованной в 1933 году. Робинсон приписывают классику учёного Бертрана Хальварда из Кембриджского университета в общности терминов.

## История
Теория монопсии была разработана экономистом Джоан Робинсон в её книге «Экономика несовершенной конкуренции» (1933). Экономисты используют термин «монопсония» в способе, подобном «монопольной власти», в качестве сокращенной ссылки на сценарий, в котором есть одна доминирующая сила в отношении покупки, так что власть способна ставить цены на максимизацию прибыли, не подпадающую под ограничение конкуренции. Монопсония существует, когда один покупатель сталкивается с маленькой конкуренцией от других покупателей, поэтому они могут устанавливать заработную плату или цены на труд или товары, которые они покупают на уровне ниже, чем было бы в случае конкурентного рынка. В экономической литературе термин «монопсония» преимущественно используется при обращении к рынкам труда, однако может быть применен к любой отрасли или услуге, где покупатель имеет рыночную власть над всеми продавцами.
Классический теоретический пример — шахтерский посёлок, где компания, владеющая шахтой, способна устанавливать заработную плату, поскольку она не сталкиваются с конкуренцией от других работодателей в найме работников, являясь единственным работодателем в городе, в то время как географическая изоляция или препятствия предотвращают поиск занятости в других местах. Другим более актуальным примером могут быть школьные районы, где учителя имеют небольшую мобильность по округам. В таких случаях район сталкивается с небольшой конкуренцией из других школ в найме учителей, предоставляя району повышенную власть при согласовании условий занятости. Альтернативные условия являются олигопсонией или монопонистической конкуренцией.

## Описание
На рынках данного типа определяющее влияние на формирование цены оказывают покупатели. Примером монопсонии является рынок труда, на котором множество работников, и только одно предприятие — покупатель рабочей силы.
Монопсония возникает при следующих условиях:
- на рынке труда взаимодействуют, с одной стороны, значительное количество квалифицированных рабочих, не объединённых в профсоюз, а с другой — либо одна крупная фирма-монопсонист, либо несколько фирм, объединённых в одну группу и выступающих как единый наниматель труда;
- данная фирма (группа фирм) нанимает основную часть из суммарного количества специалистов какой-то профессии;
- этот вид труда не имеет высокой мобильности (например, из-за социальных условий, географической разобщенности, необходимости приобрести новую специальность и т. п.);
- фирма-монопсонист сама устанавливает ставку заработной платы, а рабочие либо вынуждены соглашаться с такой ставкой, либо искать другую работу.

Рынок труда с элементами монопсонии не является редкостью. Особенно часто подобные ситуации складываются в небольших городах, где действует только одна крупная фирма — наниматель труда.
При совершенном конкурентном рынке труда предприниматели имеют широкий выбор специалистов, мобильность труда абсолютна, любая фирма нанимает труд по неизменной цене, а кривая предложения труда в отрасли отражает предельные издержки на наём ресурса — труда. В условиях же монопсонии сама фирма-монопсонист олицетворяет собой отрасль, поэтому кривые предложения труда для фирмы и отрасли совпадают. Но для отдельной фирмы-монопсониста кривая предложения труда показывает не предельные, а средние величины издержек на наём труда, для монопсониста кривая предложения труда является кривой средних издержек (ARC), а не предельных.
Применительно к биржам монопсония может быть также ложной, например, когда при высокой цене большинство покупателей не включается в торги.

## Примеры в России
- Министерство обороны на рынке негражданского вооружения.
- Федеральное космическое агентство на рынке ракетно-космической техники.
- Градообразующее предприятие в рамках моногорода (на рынке труда).